# Dolná Krupá
Dolná Krupá (deutsch Unterkrupa, ungarisch Alsókorompa) ist eine Gemeinde in der Westslowakei. Sie liegt im Donauhügelland etwa zwölf Kilometer von Trnava entfernt.

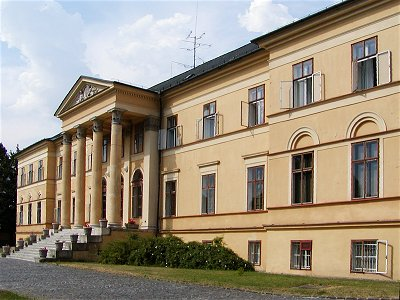
Das Schloss Dolná Krupá

Der Ort wurde 1113 erstmals schriftlich als Crumba erwähnt.

## Bevölkerung
| Jahr:                | 1994. | 2004.   | 2014.   | 2024.   |
| -------------------- | ----- | ------- | ------- | ------- |
| Anzahl der Personen: | 2205  | 2229    | 2284    | 2454    |
| Unterschied:         |       | +1,08 % | +2,46 % | +7,44 % |

| Jahr:                | 2023. | 2024. |
| -------------------- | ----- | ----- |
| Anzahl der Personen: | 2454  | 2454  |
| Unterschied:         |       | +0 %  |

## Sehenswürdigkeiten
- die römisch-katholische Kirche des Heiligen Andreas im klassizistischen Stil aus den Jahren 1807–11, auf den Fundamenten einer älteren gotischen Kirche erbaut
- das Schloss Dolná Krupá im klassizistischen Stil aus dem 18. Jahrhundert, ursprünglich im Barockstil erbaut